# Höhenmesser

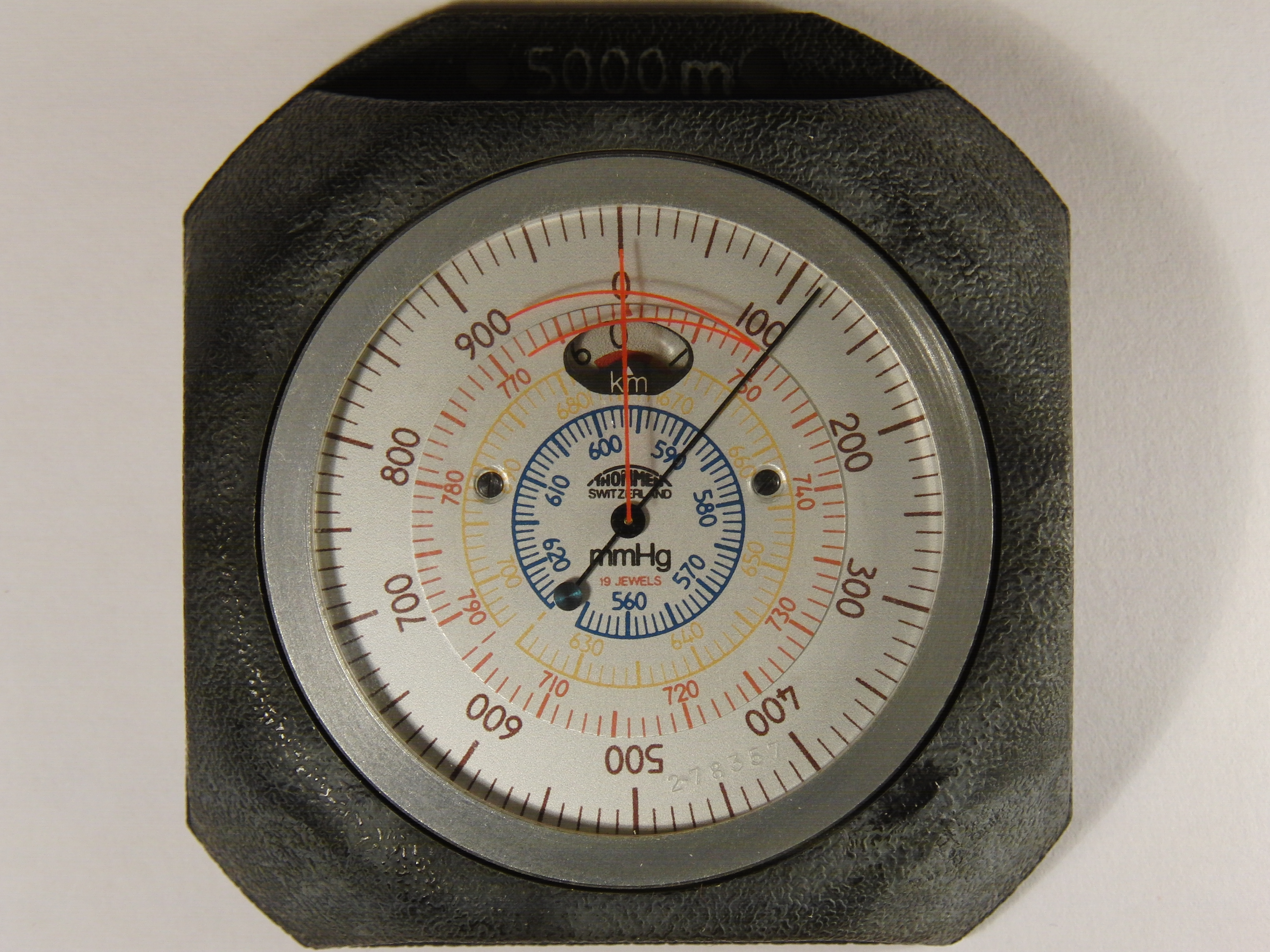
Höhenmesser z. B. zum Bergsteigen

Ein Höhenmesser oder Altimeter (latein. altus ‚hoch, tief‘ und altgriech. μέτρον métron ‚Maß, Maßstab‘) ist ein Gerät, mit dem die Höhe eines Objekts über einer definierten Ebene oder Referenzfläche gemessen wird.
Neben der barometrischen Höhenmessung kann eine Höhenbestimmung mittels Schall, Laserstrahlen oder Mikrowellen erfolgen. Mikrowellen werden etwa von Radar-Altimetern an Bord von Flugzeugen oder Funkhöhenmessern als bodengebundenen Geräten verwendet. Klassische Höhenmessungsmethoden sind die trigonometrische oder nivellitische Höhenmessung, die sehr genau sind.
Heute werden zur Positionsbestimmung vielfach Satellitennavigationssysteme eingesetzt.

## Digitale Messmethoden

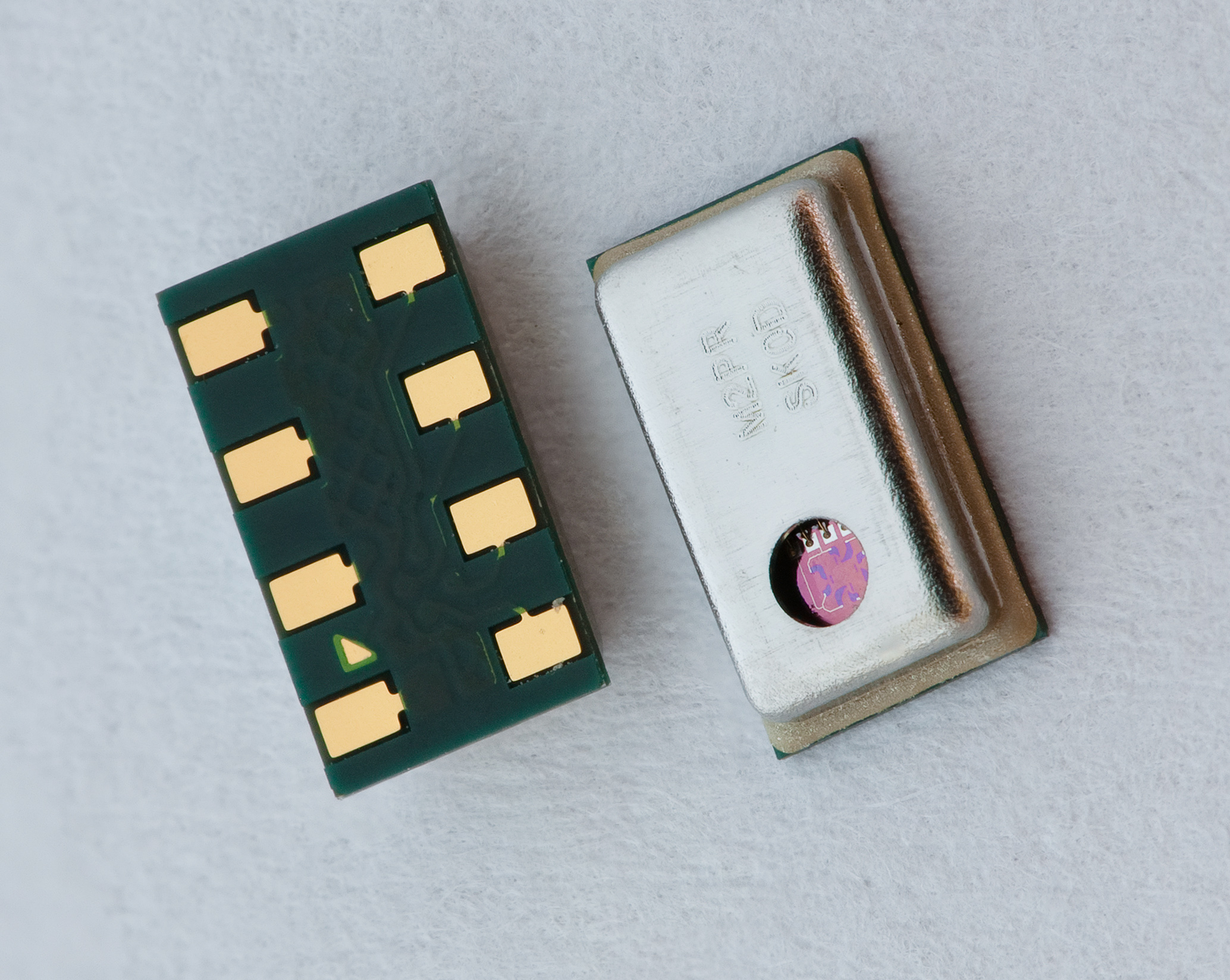
Digitaler Sensor für Luftdruck- und Höhenmessung. Abmessung: 5 × 3 × 1,2 mm

Digitale Höhenmesser ermitteln die Höhe aus GPS-Daten und fallen nur dann auf die Luftdruckmessung zurück, wenn kein GPS-Empfang möglich ist. Für einen genauen digitalen Höhenmesser wird ein kalibrierter und temperaturkompensierter Drucksensor verwendet. Üblicherweise bieten diese Sensoren eine geeignete Datenschnittstelle an. Die Genauigkeit guter barometrischer Sensoren liegt unter 1 m (bei Meereshöhe). Manche Geräte haben die Möglichkeit, die barometrische Höhenmessung kontinuierlich mit einem GPS-Signal zu vergleichen und zu korrigieren. Eine GPS-Höhenbestimmung weist zwar oft kurzzeitig starke Fehler auf, wenn etwa Gebäude oder Geländeformationen den Empfang beeinträchtigen. Über einen gewissen Zeitraum ist der Mittelwert bei hochwertigen Empfängern aber sehr genau. Bei einem Gerät mit Mobilfunkempfang ist auch die Abfrage von Luftdruck, Temperatur und Höhe vom nächsten Flughafen möglich, um mithilfe dieser Angaben den Messfehler zu verringern.
Höhen können auch durch Radar (nur über Grund) bestimmt werden über  Triangulation mittels eines Referenzpunktes.

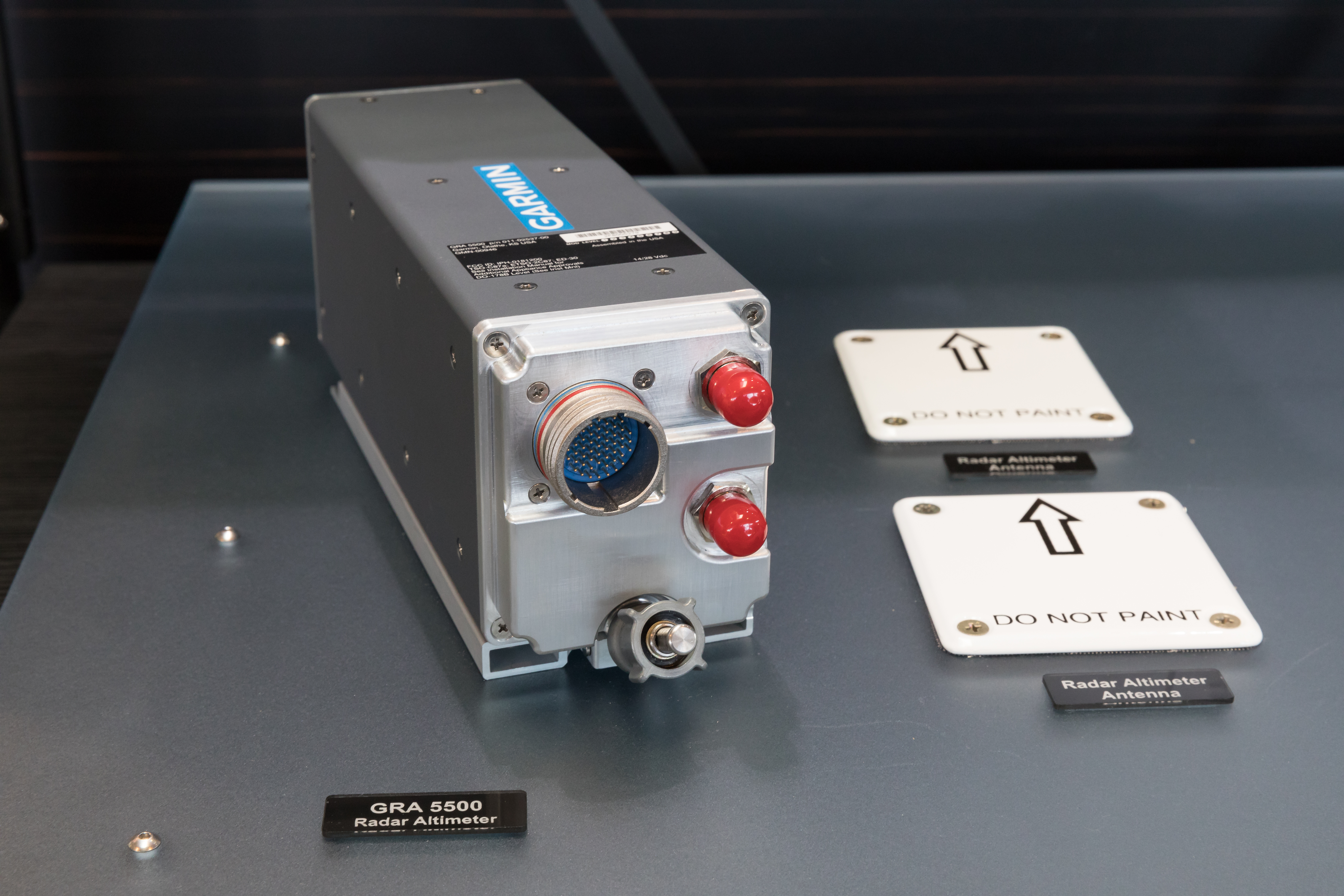
Radarhöhenmesser für die Allgemeine Luftfahrt

## Barometrische Höhenmessung
Eine barometrische Höhenmessung erfolgt mittels des am Messort herrschenden Luftdrucks.
Der Luftdruck hängt jedoch auch von der Temperatur ab, daher werden je nach Anwendung unterschiedliche Maßnahmen ergriffen, um den Einfluss der Temperatur zu kompensieren.

### Bergsteigen, Wandern
Verwendete analoge Höhenmesser sind Aneroid-Barometer, die statt des Luftdrucks die Höhe über Meereshöhe anzeigen. Meist macht der Zeiger eine Umdrehung pro 1000 m; der km-Wert erscheint in einem kleinen Fenster (üblicher Messbereich 5 oder 8 km). Die Genauigkeit beträgt 2–20 Meter, wenn eine korrekte Ausgangshöhe oder der aktuelle Luftdruck auf Meeresniveau eingestellt wurde.
Die Umrechnung von Luftdruck in Höhe basiert in der Regel auf der Normatmosphäre, bei der auf Meereshöhe eine Temperatur von 15 °C und ein Druck von 1013,25 hPa herrscht und die Temperatur um 6,5 K pro km mit der Höhe abnimmt. Der aus dem Luftdruck mechanisch oder elektronisch errechnete Wert kann vom Benutzer durch Einstellung des aus dem Wetterbericht bekannten Luftdrucks auf Meereshöhe und der gemessenen Temperatur so korrigiert werden, dass die angezeigte Höhe dem realen Wert entspricht.
Alternativ wird der Höhenmesser zu Beginn einer Tour auf eine bekannte Höhe (aus einer Karte oder einem lokalen Hinweisschild) eingestellt.
Bei stabiler Wetterlage und Höhenunterschieden von bis zu einigen hundert Metern erreicht man damit sehr genaue Messwerte.
Ändert sich die Dichte der Luft während der Tour etwa durch das Eintreffen einer Kaltfront, kann eine deutliche Messabweichung eintreten. Ein Anstieg des Luftdrucks um 1 hPa führt zu einem scheinbaren „Abstieg“ von 8 m.
Beträgt die Temperatur auf Meereshöhe beispielsweise 30 °C statt der angenommenen 15 °C, zeigt der Höhenmesser pro 1000 m Aufstieg 50 m zu wenig an. Beim Abstieg hebt sich dieser Fehler wieder auf und man hat beim Erreichen der Ursprungshöhe wieder eine korrekte Anzeige.

### Fallschirmspringen

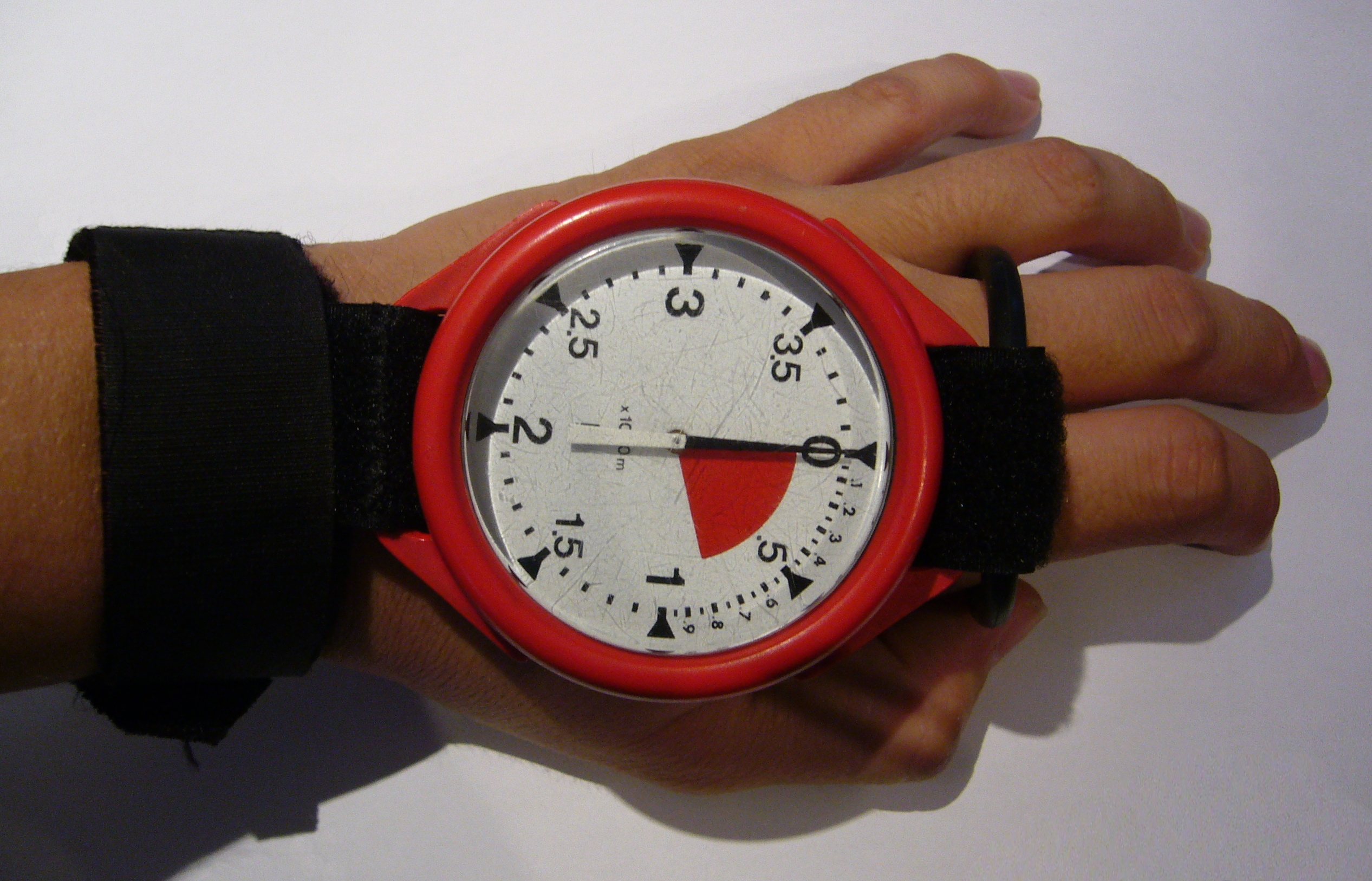
Ein Höhenmesser für Fallschirmspringer mit 4000-m-Skala.

Ein analoger Fallschirmsprung-Höhenmesser ist eine luftdichte Metalldose, ähnlich einem Barometer, die sich in Abhängigkeit vom Umgebungsluftdruck mehr oder weniger zusammenzieht oder ausdehnt. Diese Verformung wird über ein mechanisches Hebelwerk auf einen Zeiger übertragen, welche die entsprechende Höhe auf einer Skala anzeigt. Es wird dadurch nicht die absolute Höhe über Meeresspiegel angezeigt, sondern nur der Luftdruck der Umgebung. Bei Luftdruckschwankungen lässt sich eine Veränderung der Höhenanzeige eines barometrischen Höhenmesser beobachten.
Die Höhenmesser werden durch den Fallschirmspringer am Handrücken oder auf einem Brustkissen benutzt. Der Höhenmesser hat in der Regel eine Skala von 0 m bis 4.000 oder 6.000 m oder eine entsprechende Skalenangabe in Fuß. Vor dem Start wird der Höhenmesser auf 0 m Platzhöhe gestellt. Falls auf einem anderen Platz gelandet werden soll, als auf dem gestartet wird, wird die Differenzhöhe des vorgesehenen Landeplatzes eingestellt. Der Fallschirmspringer entscheidet mit Hilfe des Höhenmessers wann er den Fallschirm öffnet (Öffnungshöhe).
Sehr häufig haben Fallschirmspringer einen Öffnungsautomaten zusätzlich am Gurtzeug. Dieser misst ständig elektronisch die Höhe und berechnet daraus die Fallgeschwindigkeit. Registriert dieser, dass der Springer unter einer definierten Höhe eine zu hohe Geschwindigkeit hat, setzt der Computer eine Notsituation voraus und leitet die Öffnung des Reservefallschirms ein.
Ein zusätzlicher akustischer Höhenwarner  ist eine Ergänzung zum optischen Höhenmesser, welcher in definierten Höhen unterschiedliche Warntöne von sich gibt.

### Geodäsie, Navigation
Instrumente wie oben, aber genauer. Durch Kalibrieren mittels Temperatur oder Druckgradient sind Genauigkeiten bis zu einigen Dezimetern möglich, bei stabiler Wetterlage sogar 10–20 cm.
Für beide Anwendungsbereiche werden digitale Altimeter häufiger. Sie zeigen je nach Programmmenü auch Höhendifferenzen, Maximalwerte oder den zeitlichen Verlauf von Höhenprofilen.
In der Geodäsie dient die barometrische Höhenmessung für rasche, genäherte Vermessungen des Geländes, beispielsweise für erste Projektgrundlagen oder für grobe Talprofile. Ihre Bedeutung hat aber seit den 1990ern durch Satellitenmethoden (GNSS) und durch genauere digitale Höhenmodelle abgenommen.
Gegenüber den Zehnermetern in der Navigation lässt sich die Genauigkeit merklich steigern. Man kalibriert das Instrument mittels herrschender Lufttemperatur oder verwendet besser das rechnerische Atmosphärenmodell mittels Temperatur und dem aktuellen Luftdruckgradienten. Damit sind Genauigkeiten bis zu einigen Dezimetern erreichbar.

### Luftfahrt
Barometrische Höhenmessung in der Luftfahrt erfolgt prinzipiell mit Höhenmessern wie oben beschrieben, diese haben aber einen Messbereich bis 50.000 ft (15 km) und Skalen meist in Fuß statt Meter (1 ft = 0,3048 m). Durch Einstellen des QNH (Druck auf Meeresniveau) erhält man absolute Höhen, mit QFE (Druck auf Bodenhöhe) die Höhe über dem Flugplatz. Flugzeuge haben zusätzlich ein Variometer zur Anzeige von Höhenänderungen (barometrische Flughöhe), Linienflugzeuge auch einen Radar-Altimeter.

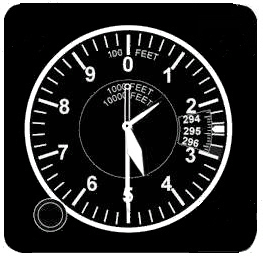
Dieser Luftfahrt-Höhenmesser zeigt eine Flughöhe von 14500 Fuß an. Der Bezugsluftdruck wird in der kleinen Skala rechts dargestellt (hier 29,48 inHg) und mit dem Drehknopf unten links eingestellt.

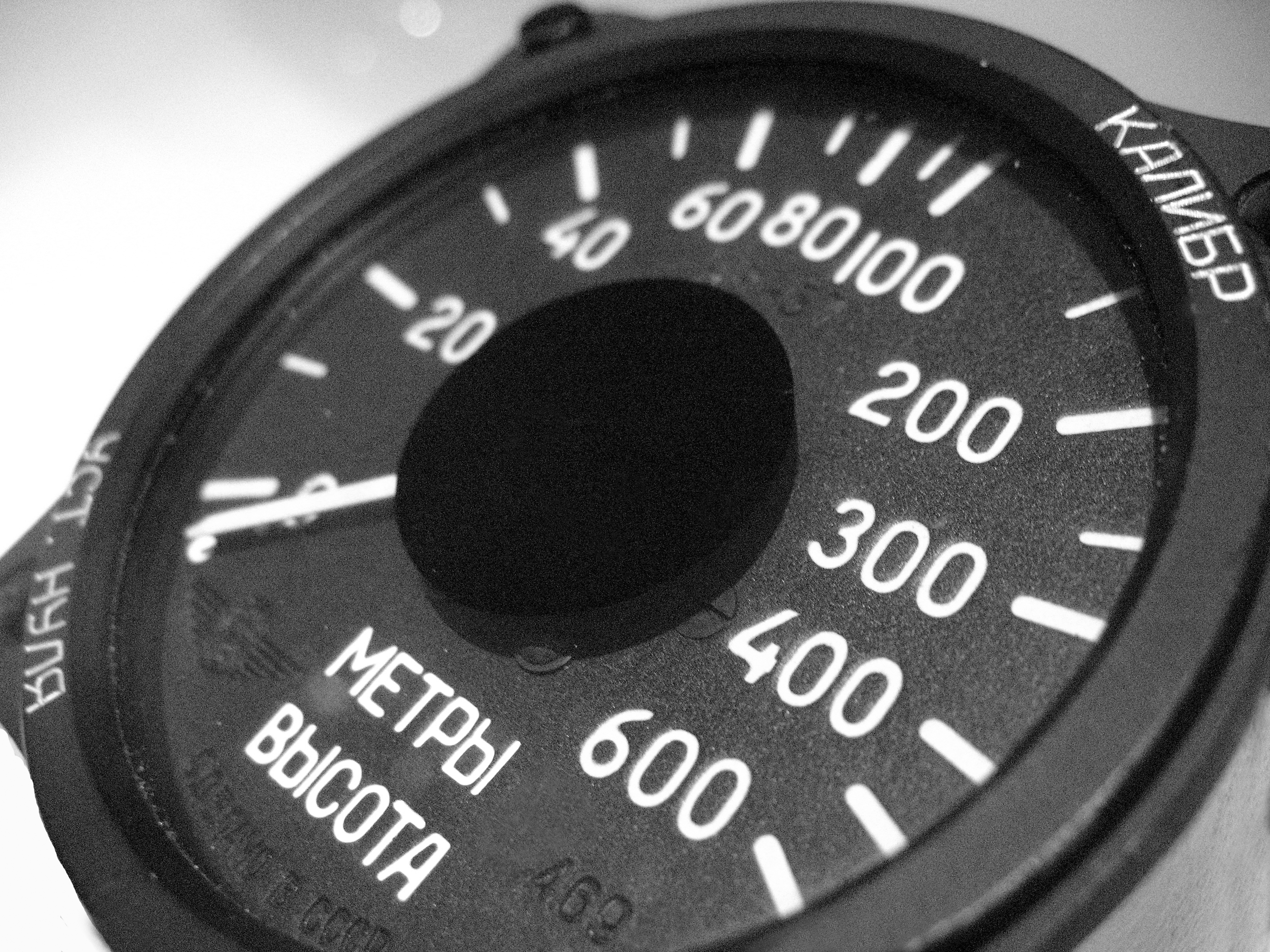
Höhenmesser einer MiG-21 - Messbereich 0–600 m

Sämtliche Luftfahrzeuge messen ihre Flughöhe anhand des äußeren Luftdrucks, also barometrisch. Die Anzeigeskala ist meist in Fuß kalibriert. Nur in Russland, in Frankreich, in Segelflugzeugen und manchen Ultraleichtflugzeugen wird die Höhe in Metern angegeben.
Zur genauen Anzeige der Flughöhe muss jeder Pilot vor dem Start seinen Höhenmesser auf den aktuellen meteorologischen Luftdruck einstellen. Entweder stellt er dazu den Höhenmesser so ein, dass er die (ihm bekannte) Höhe des Flugplatzes anzeigt, oder er erfragt den aktuellen Bezugsluftdruck bei der Flugleitung. Das Sprechfunk-Kürzel dafür lautet QNH. Ein auf QNH eingestellter Höhenmesser zeigt die Höhe über Meeresniveau (MSL, englisch mean sea level) an. Divergenzen ergeben sich durch eine von der ISA abweichende Temperatur. Ungewöhnlich tiefe Temperaturen führen zu einer höheren Luftdichte, weshalb die Triebwerke leistungsfähiger sind. Bei ungewöhnlich hohen Temperaturen hingegen benötigt das Flugzeug Leistungsreserven. Flugzeuge müssen dann weniger Fracht oder Treibstoff zuladen, um auf derselben Startbahnlänge sicher abzuheben. Die sogenannte Dichtehöhe dient jedoch nicht zur Navigation, sondern zur Abschätzung der Leistungsreserven.
Oberhalb der Übergangshöhe sind sämtliche barometrischen Höhenmesser auf Normaldruck, das heißt 1013,25 hPa oder 29,92 inHg einzustellen. Die so gemessenen Flughöhen stellen keine absoluten Höhen mehr dar, sondern relative Höhen über der rechnerischen Normaldruckfläche. Sie werden als Flugflächen bezeichnet. Beispiel: Ein Flugzeug fliegt in Flugfläche 120, wenn sein Höhenmesser auf den Bezugsdruck 1013,25 hPa eingestellt ist und mit dieser Einstellung eine Flughöhe von 12.000 Fuß anzeigt. So wird sichergestellt, dass alle Flugzeuge – unabhängig vom Luftdruck an ihrem Start-Flughafen – untereinander denselben Bezugsluftdruck eingestellt haben. Im Reiseflug muss nämlich primär eine Kollision mit anderen Flugzeugen verhindert werden, und nicht eine Kollision mit dem Erdboden.
Zusätzlich zu den barometrischen Höhenmessern gibt es in den meisten Flugzeugen Variometer für die Anzeige der Steig- beziehungsweise Sinkgeschwindigkeit.
Flugzeuge, die bei schlechten Sichtbedingungen landen müssen, dürfen dies nur im Instrumentenlandeverfahren tun. Bei der ILS-Kategorie I wird unter anderem ein barometrischer Höhenmesser benötigt. Der Pilot muss die Landung abbrechen, wenn er bei der Entscheidungshöhe die Landebahn nicht sehen kann. Diese decision altitude ist als Höhe über Meer angegeben. Für Landungen in sehr schlechten Sichtbedingungen sind bestimmte Flughäfen und Flugzeuge mit ILS-Kategorien II und III ausgerüstet. Bei Kategorien II und III wird ein Radar-Altimeter, auch Funkhöhenmesser, benötigt. Dieser sendet ein Radarsignal in Richtung Erdboden und aus der Zeitverzögerung, mit der dieses Signal wieder beim Flugzeug eintrifft, wird die Höhe über dem Boden berechnet. Deshalb spricht man bei ILS-Kategorien II und III auch von decision height anstelle decision altitude. Auch hier muss der Landeanflug abgebrochen werden, wenn die Piste bei Erreichen der Mindestflughöhe nicht in Sicht ist.
Die sogenannte Sicherheitsflughöhe (minimum sector altitude) gilt nicht für Landeanflüge, sondern für den Reiseflug. Sie ist auf Luftverkehrskarten und Flugplatz-Anflugkarten für das jeweilige Gebiet angegeben und wird wie folgt berechnet: Höhe der höchsten Erhebung plus 1000 Fuß, aufgerundet auf die nächsten 100 Fuß.
Durch Vergleich von Druck- und Funkhöhenmesser kann man Hoch- und Tiefdruckgebiete orten und die Abdrift durch Seitenwind berechnen (Meteorologische Navigation).

### Physikalischer Hintergrund der barometrischen Methode
Bei infinitesimalen Höhendifferenzen ändert sich der Luftdruck p gemäß
{\displaystyle \mathrm {d} p=-\rho g\,\mathrm {d} h}
wobei {\displaystyle \rho } die Dichte und {\displaystyle g} die Erdbeschleunigung sind.
Betrachtet man die Luft als ideales Gas und legt das Gesetz von Boyle-Mariotte zugrunde, so ergibt sich für den Zusammenhang zwischen Dichte und Druck die Beziehung
{\displaystyle \rho ={\frac {{\rho }_{0}}{p_{0}}}p}
wobei {\displaystyle {\rho }_{0}} und {\displaystyle p_{0}} sich auf eine Referenzhöhe (z. B. Meereshöhe) beziehen.
Man erhält somit folgende Differentialgleichung:
{\displaystyle {\frac {\mathrm {d} p}{p}}=-{\frac {{\rho }_{0}}{p_{0}}}g\,\mathrm {d} h}
Mit der Anfangsbedingung {\displaystyle p(h_{0}=0)=p_{0}} ergibt sich daraus schließlich durch Lösen der Differentialgleichung die barometrische Höhenformel:
{\displaystyle p(h)=p_{0}e^{-{\frac {{\rho }_{0}}{p_{0}}}gh}}
Somit lässt sich die einem Druck {\displaystyle p} zuordenbare Höhe {\displaystyle h} berechnen, was die Grundlage der barometrischen Höhenmessung darstellt:
{\displaystyle h={\frac {p_{0}}{\rho _{0}g}}\cdot \ln \left({\frac {p_{0}}{p}}\right)}
Zu beachten ist allerdings, dass die barometrische Höhenformel nicht über große Höhendifferenzen angewendet werden darf, da sonst zwei Grundannahmen der Herleitung nicht mehr gelten:
1. {\displaystyle pV={\text{const.}}} bei {\displaystyle T={\text{const.}}} (Gesetz von Boyle-Mariotte).
2. {\displaystyle g={\text{const.}}}